# Empogona crepiniana
Empogona crepiniana är en måreväxtart som först beskrevs av De Wild. och Théophile Alexis Durand, och fick sitt nu gällande namn av James Tosh och Elmar Robbrecht. Empogona crepiniana ingår i släktet Empogona och familjen måreväxter. Inga underarter finns listade i Catalogue of Life.